# Diócesis de Facatativá
La diócesis de Facatativá (en latín: Dioecesis Facatativensis) es una circunscripción eclesiástica de la Iglesia católica en Colombia. Se trata de una diócesis latina, sufragánea de la arquidiócesis de Bogotá. Desde el 21 de abril de 2022 su obispo es Pedro Manuel Salamanca Mantilla.

## Territorio y organización
La diócesis tiene 2311 km² y extiende su jurisdicción sobre los fieles católicos de rito latino residentes en 22 municipios de la parte central del Cundinamarca: Albán, Bojacá, El Rosal, Facatativá, Funza, Guayabal de Síquima, La Vega, Madrid, Mosquera, Nimaima, Nocaima, Quebradanegra, San Francisco de Sales, Sasaima, Subachoque, Supatá, Tabio, Tenjo, Útica, Vergara, Villeta y Zipacón.
Limita con la diócesis de Zipaquirá al norte, las diócesis de Engativá y Fontibón al oriente, la diócesis de Girardot al suroeste y la diócesis de La Dorada-Guaduas al occidente.
La sede de la diócesis se encuentra en la ciudad de Facatativá, en donde se halla la Catedral de Nuestra Señora del Rosario.
En 2021 en la diócesis existían 50 parroquias agrupadas en 6 vicariatos: San Miguel Arcángel, San Pío X, Santo Cura de Ars, Nuestra Señora de la Salud, San Pablo y San José.

## Historia
La diócesis fue erigida el 16 de marzo de 1962 mediante la bula Summi Pastoris del papa Juan XXIII, obteniendo el territorio de la arquidiócesis de Bogotá y de la diócesis de Zipaquirá.
El 27 de noviembre de 1963, con la carta apostólica Opifera Mater, el papa Pablo VI proclamó a la Bienaventurada Virgen María, invocada con el título de "Salud de los enfermos" (Salus informorum), como principal patrona de la diócesis.
Tras acuerdo entre las diócesis, el 28 de octubre de 1971 devolvió cuatro parroquias (La Peña, Topaipí y San Antonio de Aguilera, parroquia rural de Topaipí) a la diócesis de Zipaquirá mediante el decreto Ad tutius Christifidelium de la Congregación para los Obispos.
El 29 de marzo de 1984 cedió otra porción de su territorio para la erección de la diócesis de La Dorada-Guaduas mediante la bula Quod iure del papa Juan Pablo II.

## Estadísticas
Según el Anuario Pontificio 2022 la diócesis tenía a fines de 2021 un total de 589 185 fieles bautizados.
| Año                                                                             | Población            | Población | Población      | Sacerdotes | Sacerdotes    | Sacerdotes    | Bautizados por sacerdote | Diáconos permanentes | Religiosos | Religiosos | Parroquias |
| Año                                                                             | Bautizados católicos | Total     | % de católicos | Total      | Clero secular | Clero regular | Bautizados por sacerdote | Diáconos permanentes | Varones    | Mujeres    | Parroquias |
| ------------------------------------------------------------------------------- | -------------------- | --------- | -------------- | ---------- | ------------- | ------------- | ------------------------ | -------------------- | ---------- | ---------- | ---------- |
| 1966                                                                            | 318 000              | 320 500   | 99.2           | 73         | 51            | 22            | 4356                     |                      | 63         | 237        | 39         |
| 1970                                                                            | 342 000              | 350 000   | 97.7           | 65         | 32            | 33            | 5261                     |                      | 59         | 191        | 34         |
| 1976                                                                            | 410 000              | 420 000   | 97.6           | 59         | 32            | 27            | 6949                     | 1                    | 37         | 200        | 32         |
| 1980                                                                            | 468 000              | 483 000   | 96.9           | 61         | 35            | 26            | 7672                     |                      | 32         | 230        | 32         |
| 1990                                                                            | 396 000              | 415 000   | 95.4           | 69         | 39            | 30            | 5739                     |                      | 49         | 158        | 30         |
| 1999                                                                            | 401 373              | 443 594   | 90.5           | 93         | 52            | 41            | 4315                     |                      | 108        | 155        | 32         |
| 2000                                                                            | 376 220              | 406 632   | 92.5           | 87         | 54            | 33            | 4324                     |                      | 65         | 123        | 30         |
| 2001                                                                            | 407 263              | 440 546   | 92.4           | 84         | 54            | 30            | 4848                     |                      | 69         | 117        | 34         |
| 2002                                                                            | 415 248              | 449 628   | 92.4           | 83         | 53            | 30            | 5002                     |                      | 65         | 113        | 35         |
| 2003                                                                            | 415 462              | 450 522   | 92.2           | 79         | 51            | 28            | 5259                     |                      | 59         | 107        | 35         |
| 2004                                                                            | 410 495              | 443 814   | 92.5           | 91         | 50            | 41            | 4510                     |                      | 96         | 142        | 36         |
| 2006                                                                            | 448 000              | 473 000   | 94.7           | 90         | 51            | 39            | 4977                     | 1                    | 79         | 161        | 36         |
| 2013                                                                            | 512 000              | 546 000   | 93.8           | 93         | 55            | 38            | 5505                     | 4                    | 144        | 161        | 43         |
| 2016                                                                            | 565 867              | 620 461   | 91.2           | 92         | 54            | 39            | 6084                     | 5                    | 122        | 166        | 43         |
| 2019                                                                            | 572 000              | 634 300   | 90.2           | 97         | 63            | 34            | 5896                     | 7                    | 66         | 145        | 43         |
| 2021                                                                            | 589 185              | 653 770   | 90.1           | 94         | 60            | 34            | 6267                     | 5                    | 59         | 147        | 50         |
| Fuente: Catholic-Hierarchy, que a su vez toma los datos del Anuario Pontificio. |                      |           |                |            |               |               |                          |                      |            |            |            |

## Episcopologio
- Raúl Zambrano Camader † (26 de abril de 1962-18 de diciembre de 1972 falleció)
- Hernando Velásquez Lotero † (27 de abril de 1973-18 de mayo de 1985 renunció)
- Luis Gabriel Romero Franco (15 de abril de 1986-13 de noviembre de 2010 retirado)
- Luis Antonio Nova Rocha † (13 de noviembre de 2010-9 de abril de 2013 falleció)
- José Miguel Gómez Rodríguez (23 de febrero de 2015-25 de abril de 2021 nombrado arzobispo de Manizales)
- Pedro Manuel Salamanca Mantilla, desde el 21 de abril de 2022[nota 1]